# Saint-Dyé-sur-Loire
Saint-Dyé-sur-Loire település Franciaországban, Loir-et-Cher megyében. Lakosainak száma 1155 fő (2022. január 1.). Saint-Dyé-sur-Loire Chambord, Maslives, Muides-sur-Loire és Suèvres községekkel határos.

## Népesség
A település népessége az elmúlt években az alábbi módon változott:
| Lakosok száma | 629  | 762  | 895  | 1075 | 1127 | 1139 | 1140 | 1133 | 1141 | 1155 |
|               | 1968 | 1982 | 1990 | 2006 | 2013 | 2015 | 2017 | 2019 | 2020 | 2022 |